# Biserica „Sfântul Nicolae” din Drepcăuți
Biserica „Sf. Nicolae” este o biserică amplasată în Drepcăuți, raionul Briceni, Republica Moldova. Este un monument arhitectural de importanță națională inclus în Registrul monumentelor Republicii Moldova ocrotite de stat cu nr. 96 (raionul Briceni). Datează din 1833.